# Boxe nos Jogos Pan-Americanos de 2023 - Até 80 kg masculino
A competição da categoria até 80 kg masculino  do boxe nos Jogos Pan-Americanos de 2023 em Santiago, Chile, foi realizada de 21 a 27 de outubro no Centro de Treinamento Olímpico. Um total de 15 boxeadores de 15 CONs competiram.
Os dois finalistas se classificaram aos Jogos Olímpicos de Verão de 2024 em Paris, França.

## Qualificação
Houve uma cota de 130 boxeadores para a competição (10 por categoria). O país-sede (Chile) recebeu vagas automáticas para todos os eventos. O restante das vagas foram concedidas através de diversos torneios qualificatórios. Todavia, o Comitê Olímpico Internacional decidiu posteriormente que a competição seria um evento de registro aberto, o que significava que um CON poderia inscrever um boxeador diretamente no torneio.

## Formato da competição
Como todos os eventos pan-americanos de boxe, a competição é um torneio direto de eliminação. Ambos os perdedores da semifinal recebem medalhas de bronze, então nenhum boxeador compete novamente após a primeira derrota. Os combates consistem em um sistema de pontuação em 3 rounds, onde o vencedor de cada round deve receber 10 pontos e o perdedor uma quantidade menor. Cinco juízes avaliam cada luta. O vencedor será o boxeador que mais marcou no final da partida.

## Medalhistas
| Ouro   | CUB Arlen López                                    |
| Prata  | BRA Wanderley Pereira                              |
| Bronze | ARG Abraham Buonarrigo HAI Cédrick Belony-Dulièpre |

## Resultados
Os pugilistas se enfrentam em lutas eliminatórias até a definição dos medalhistas. Os perdedores das semifinais conquistam automaticamente as medalhas de bronze.
|  | Oitavas de final            | Oitavas de final            | Oitavas de final |  |  | Quartas de final            | Quartas de final            | Quartas de final            |   |                       | Semifinais            | Semifinais      | Semifinais |  |  | Final | Final | Final |
|  |                             |                             |                  |  |  |                             |                             |                             |   |                       |                       |                 |            |  |  |       |       |       |
|  |                             |                             |                  |  |  |                             |                             |                             |   |                       |                       |                 |            |  |  |       |       |       |
|  |                             |                             |                  |  |  | COL Jhojan Caicedo          |                             |                             |   |                       |                       |                 |            |  |  |       |       |       |
|  | ECU Gustiniano Mina         | ECU Gustiniano Mina         | 0                |  |  | CUB Arlen López             | CUB Arlen López             | RSC                         |   |                       |                       |                 |            |  |  |       |       |       |
|  | CUB Arlen López             | CUB Arlen López             | 5                |  |  |                             |                             |                             |   | CUB Arlen López       | CUB Arlen López       | 5               |            |  |  |       |       |       |
|  | CAN Keven Beausejour        | CAN Keven Beausejour        | 3                |  |  |                             | ARG Abraham Buonarrigo      | ARG Abraham Buonarrigo      | 0 |                       |                       |                 |            |  |  |       |       |       |
|  | CHI Julio Álamos            | CHI Julio Álamos            | 2                |  |  | CAN Keven Beausejour        | CAN Keven Beausejour        | 1                           |   |                       |                       |                 |            |  |  |       |       |       |
|  | GUY Desmond Amsterdam       | GUY Desmond Amsterdam       | 0                |  |  | ARG Abraham Buonarrigo      | ARG Abraham Buonarrigo      | 4                           |   |                       |                       |                 |            |  |  |       |       |       |
|  | ARG Abraham Buonarrigo      | ARG Abraham Buonarrigo      | 5                |  |  |                             |                             |                             |   |                       | CUB Arlen López       | CUB Arlen López | 5          |  |  |       |       |       |
|  | EAI Wyatt Trujillo          | EAI Wyatt Trujillo          |                  |  |  |                             | BRA Wanderley Pereira       | BRA Wanderley Pereira       | 0 |                       |                       |                 |            |  |  |       |       |       |
|  | BRA Wanderley Pereira       | BRA Wanderley Pereira       | RSC              |  |  | BRA Wanderley Pereira       | BRA Wanderley Pereira       | 5                           |   |                       |                       |                 |            |  |  |       |       |       |
|  | USA Robby Gonzales          | USA Robby Gonzales          | 2                |  |  | DOM Cristian Pinales        | DOM Cristian Pinales        | 0                           |   |                       |                       |                 |            |  |  |       |       |       |
|  | DOM Cristian Pinales        | DOM Cristian Pinales        | 3                |  |  |                             |                             |                             |   | BRA Wanderley Pereira | BRA Wanderley Pereira | 5               |            |  |  |       |       |       |
|  | PUR Eliezer Brito           | PUR Eliezer Brito           |                  |  |  |                             | HAI Cédrick Belony-Dulièpre | HAI Cédrick Belony-Dulièpre | 0 |                       |                       |                 |            |  |  |       |       |       |
|  | BAR Charles Cox             | BAR Charles Cox             | RSC              |  |  | BAR Charles Cox             | BAR Charles Cox             | 1                           |   |                       |                       |                 |            |  |  |       |       |       |
|  | HAI Cédrick Belony-Dulièpre | HAI Cédrick Belony-Dulièpre | 5                |  |  | HAI Cédrick Belony-Dulièpre | HAI Cédrick Belony-Dulièpre | 4                           |   |                       |                       |                 |            |  |  |       |       |       |
|  | JAM Jaden Eccleston         | JAM Jaden Eccleston         | 0                |  |  |                             |                             |                             |   |                       |                       |                 |            |  |  |       |       |       |